# Jurnalul European de Chimie Organică
Jurnalul European de Chimie Organică este o revistă științifică săptămânală evaluată colegial care are ca subiect chimia organică. Este publicată de Wiley-VCH în numele Chemistry Europe Arhivat în 29 aprilie 2021, la Wayback Machine. și este o publicație-soră pentru alte reviste științifice publicate de Wiley-VCH, inclusiv Angewandte Chemie, Chemistry – A European Journal și Jurnalul European de Chimie Anorganică.
Revista, împreună cu Jurnalul European de Chimie Anorganică, a fost înființată în 1998 ca urmare a unei fuziuni a Chemische Berichte/Recueil, Bulletin de la Société Chimique de France, Bulletin des Sociétés Chimiques Belges, Gazzetta Chimica Italiana, Recueil des Travaux Chimiques des Pays-Bas, Anales de Química, Chimika Chronika, Revista Portuguesa de Química și ACH-Models in Chemistry.
Comitetul editorial este prezidat de Burkhard König Arhivat în 18 iulie 2021, la Wayback Machine. (Universitatea Regensburg).
Conform Journal Citation Reports, revista a avut în 2019 un factor de impact de 2,889.

## Reviste-soră
Jurnalul European de Chimie Organică face parte din Chemistry Europe, o asociație a 16 societăți chimice din 15 țări europene. Aceasta publică o familie de reviste academice de chimie, inclusiv Chemistry – A European Journal, Jurnalul European de Chimie Organică, Jurnalul European de Chimie Anorganică, Chemistry – Methods, Batteries &amp; Supercaps, ChemBioChem, ChemCatChem, ChemElectroChem, ChemMedChem, ChemPhotoChem, ChemPhysChem, ChemPlusChem, ChemSusChem, ChemSystemsChem, ChemistrySelect, ChemistryOpen.